# Fran Mérida
Francisco Mérida Pérez (ur. 4 marca 1990 w Barcelonie) – hiszpański piłkarz występujący na pozycji pomocnika w CA Osasuna.

## Kariera klubowa
Mérida pochodzi z Barcelony. Swoją karierę piłkarską rozpoczął w roku 1998 w juniorskiej ekipie miejscowej FC Barcelony. Następnie, osiem lat później przeszedł do szkółki piłkarskiej Arsenalu. W drużynie juniorskiej grał przez jeden rok, po czym został włączony do drużyny rezerw.
W pierwszej drużynie Arsenalu zadebiutował 25 września 2007 w wygranym 2:0 meczu Pucharu Ligi z Newcastle United. W tym pojedynku zmienił w 91. minucie Eduardo. W sezonie 2007/08 wystąpił jeszcze w dwóch meczach. 9 stycznia 2008 roku został wypożyczony na cztery miesiące do hiszpańskiego Realu Sociedad. W trakcie pobytu w tym klubie wystąpił w 14 ligowych pojedynkach oraz strzelił w nich jedną bramkę. 3 kwietnia tego samego roku przedłużył swój kontrakt z Arsenalem.
3 marca 2009 w 83. minucie wygranego spotkania z West Bromwich Albion zadebiutował w Premier League zmieniając Samira Nasriego. W styczniu 2010 roku Merida wszedł z ławki w meczach ligowych z Evertonem (2:2) i Boltonem (2:0) - oba spotkania zostały rozegrane na Emirates Stadium. W tym drugim meczu zdobył swoją pierwszą bramkę w Premier League.
Po sezonie 2009/10 wygasł jego kontrakt z Arsenalem, który zawodnik postanowił nie przedłużać. Pod koniec maja podpisał kontrakt z Atlético Madryt, do którego Merida przejdzie za darmo.

### Statystyki klubowe
| Sezon   | Klub                 | Kraj       | Liga                          | Mecze | Bramki | Puchary Krajowe                       | Mecze | Bramki | Puchary Kontynentalne | Mecze | Bramki |
| ------- | -------------------- | ---------- | ----------------------------- | ----- | ------ | ------------------------------------- | ----- | ------ | --------------------- | ----- | ------ |
| 2007/08 | Arsenal              | Anglia     | Premier League                | 0     | 0      | Puchar Ligi Angielskiej               | 3     | 0      | -                     | -     | -      |
| 2008/09 | Arsenal              | Anglia     | Premier League                | 2     | 0      | Puchar Ligi Angielskiej               | 3     | 0      | -                     | -     | -      |
| 2009/10 | Arsenal              | Anglia     | Premier League                | 4     | 1      | Puchar Ligi Angielskiej Puchar Anglii | 2 1   | 1 0    | Liga Mistrzów UEFA    | 1     | 0      |
| 2010/11 | Atlético Madryt      | Hiszpania  | Primera División              | 9     | 0      | Puchar Króla                          | 4     | 2      | Liga Europy UEFA      | 4     | 1      |
| 2011/12 | Atlético Madryt      | Hiszpania  | Primera División              | 3     | 0      | -                                     | -     | -      | -                     | -     | -      |
| 2011/12 | SC Braga             | Portugalia | Primeira Liga                 | 5     | 0      | -                                     | -     | -      | Liga Europy UEFA      | 2     | 1      |
| 2012/13 | Hércules CF          | Hiszpania  | Segunda División              | 18    | 1      | -                                     | -     | -      | -                     | -     | -      |
| 2013    | Athletico Paranaense | Brazylia   | Campeonato Brasileiro Série A | 6     | 1      | -                                     | -     | -      | -                     | -     | -      |
| 2014/15 | SD Huesca            | Hiszpania  | Segunda División B            | 15    | 1      | -                                     | -     | -      | -                     | -     | -      |
| 2015/16 | SD Huesca            | Hiszpania  | Segunda División              | 37    | 7      | Puchar Króla                          | 2     | 2      | -                     | -     | -      |
| 2016/17 | CA Osasuna           | Hiszpania  | Primera División              | 15    | 1      | Puchar Króla                          | 2     | 0      | -                     | -     | -      |
| 2017/18 | CA Osasuna           | Hiszpania  | Segunda División              | 32    | 6      | Puchar Króla                          | 2     | 1      | -                     | -     | -      |
| 2018/19 | CA Osasuna           | Hiszpania  | Segunda División              | 31    | 1      | -                                     | -     | -      | -                     | -     | -      |

Stan na: 21 lipca 2019 r.

## Kariera reprezentacyjna
Mérida ma za sobą występy w reprezentacji Hiszpanii U-17, z którą wystąpił na Mistrzostwach Europy 2007 oraz Mistrzostwach Świata, które odbyły się w tym samym roku.